# Stabskapitän
Stabskapitän (dal tedesco, anche Stabshauptmann; in russo: штабс-капитан; translitterato: štabs-kapitan) è stato un grado militare dell'Esercito prussiano e di quello dell'Impero russo.

## Prussia
Nella gerarchia militare prussiana si collocava tra il primo tenente e  l'hauptmann/rittmeister e veniva anche denominato Tenente Capitano; spesso esercitava il ruolo di capitano o di comandante di compagnia in assenza del titolare, ma nonostante questo durante il regno di Federico il Grande il suo rango era inferiore a quello degli altri ufficiali al comando di truppe o appartenenti alla stato maggiore, come comandanti di reggimento, oberst e altri comandanti di compagnia e ciò finì per creare due livelli gerarchici tra gli ufficiali.
Il grado era presente nel XVIII secolo anche in molti eserciti della Confederazione germanica.

## Impero Russo
Nell'esercito imperiale russo era equivalente al grado di Štabs-rotmistr della cavalleria. 
Il grado venne introdotto nel 1798, sostituendo quello di Kapitan-poručik, istituito da Pietro il Grande e abolito nel 1731. Fino al 1884 quando il grado di Štabs-kapitan, venne abolito, il grado si collocava nel X gruppo X della Tavola dei ranghi dell'Impero Russo e reintrodotto tra il 1907 e il 1911 si collocava nel IX gruppo. Lo Štabs-kapitan normalmente era al comando di una compagnia come capitano assistente. 
Il grado, soppresso con la rivoluzione russa rimase in vigore nell'Armata Bianca fino al 1921.
Nella cavalleria il grado era denominato Štabs-rotmistr.
| Sequenza dei gradi                 |                                   |                                     |
| grado inferiore: Poručik (Tenente) | Štabs-Kapitan (Capitano aiutante) | grado superiore: Kapitan (Capitano) |

## Repubblica Federale Tedesca
Nella Seegrenzschutz, sezione navale della Bundesgrenzschutz (prima polizia di frontiera della Repubblica Federale Tedesca il grado di stabskapitän è stato in vigore tra il 1951 e il 1956 ed era equivalente al grado di korvettenkapitän.
Nelle moderne forze armate tedesche la denominazione del grado è Stabshauptmann, ma a differenza degli eserciti della Confederazione germanica dove il grado era intermedio tra Premierleutnant, in seguito denominato Oberleutnant, e Hauptmann, nelle attuali forze armate tedesche il grado di Stabshauptmann è superiore al grado di Hauptmann.

## Regno delle Due Sicilie
Nell’ordinamento militare del Real Esercito del Regno delle Due Sicilie era presente il grado di capitano aiutante. Il grado era superiore a capitano tenente e inferiore a capitano comandante.